# Heidelberger Wissenschaftsforum
Das Internationale Heidelberger Wissenschaftsforum (IWH) ist eine Einrichtung der Universität Heidelberg mit zugehörigem Tagungshaus. Als Kommunikationszentrum der Hochschule bietet es Wissenschaftlern aller Fachgebiete die Möglichkeit zum internationalen und interdisziplinären Gedankenaustausch.
Das Tagungszentrum in der Heidelberger Altstadt ist eine Jugendstilvilla mit großem Garten, unterhalb des Heidelberger Schlosses. Es wurde 1986 der Ruprecht-Karls-Universität anlässlich ihres 600-jährigen Bestehens übergeben und hat seither mehr als 1200 Tagungen beherbergt. Es kombiniert einen großen Hörsaal mit Workshop- und Gemeinschaftsräumen und einem Gästehaus für etwa 20 Personen.
Eine Besonderheit des Heidelberger Forums sind die drei Hengstberger Symposien, die jährlich von Nachwuchswissenschaftlern der Ruprecht-Karls-Universität durchgeführt werden. Sie werden aus einem Preisgeld finanziert, für das sich Jungwissenschaftler im Juni jeden Jahres bewerben können.
Siehe auch:
- Wissenschaftsforum